# Giovanni Martino Spanzotti
Giovanni Martino Spanzotti també conegut com a Gian Martino Spanzotti (Casale Monferrato, c. 1455 - Chivasso, c. 1528), fou un pintor italià actiu a la Llombardia i a Itàlia del nord.

## Biografia
Va néixer a Casale Monferrato i va morir a Chivasso. Nascut dins una família de pintors de Varese, probablement va atendre amb el seu pare, Pietro. Se sap que va tenir contactes amb Francesco del Cossa o potser amb les seves obres, incloent la Madonna Entronitzada (o Madonna Tucker) en el Museu Civico d'Arte Antica a Torí. Va rebre influències també de Zanetto Bugatto i Vincenzo Foppa.
Spanzotti va pintar entre 1480 i 1498 al Piemont, així com a Casale Monferrato i Vercelli. Les obres d'aquest període inclouen un Tríptic de la Galeria Sabauda  (única obra signada) i l'Adoració amb Nen de Rivarolo Canavese. Al voltant 1485-1490 va executar un cicle de frescos de la Vida de Crist a l'església de San Bernardino en Ivrea.
Entre els seus alumnes va comptar amb Il Sodoma i Defendente Ferrari.